# IC 1174
IC 1174 — галактика типу S0-a (спіральна галактика) у сузір'ї Змія.
Цей об'єкт міститься в оригінальній редакції індексного каталогу.